# 基數投票制

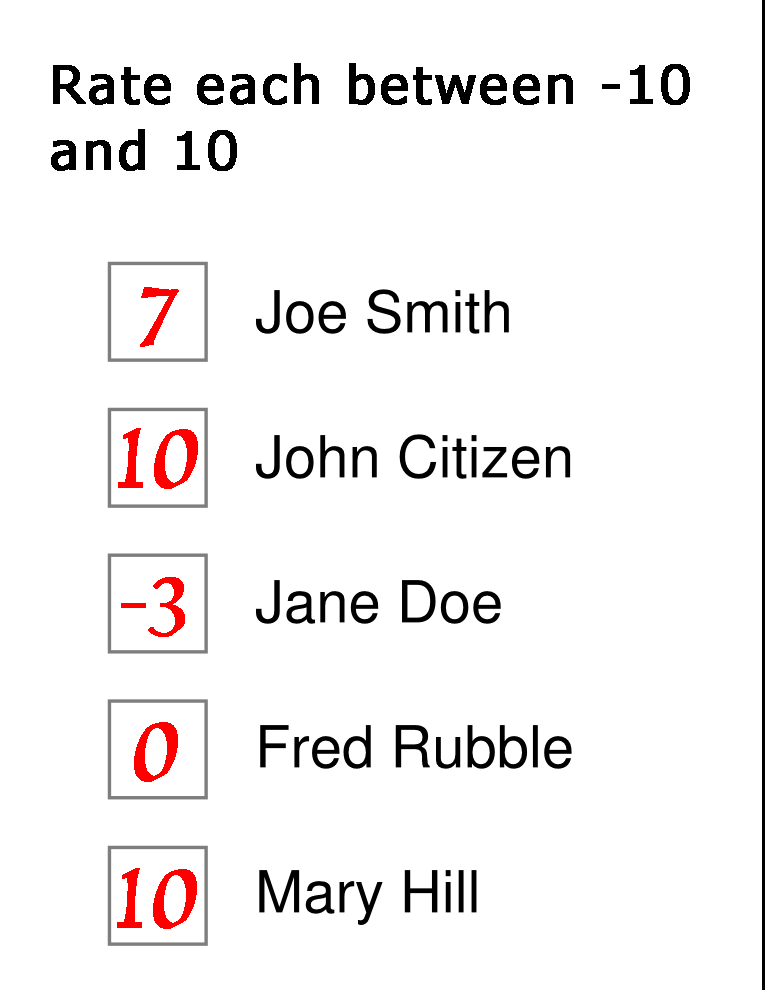
alt = A theoretical ballot with the instructions "Rate each between negative ten and ten." There are five options, each one with a number corresponding to it. The numbers, from top to bottom, are seven, ten, negative three, zero, and ten.

基數投票制指任何允許選民分別評估每位候選人的選舉制度，通常爲分數或等級的評價。這些選舉制度也被稱爲「評分」（評分投票）、「評估」、「評級」或「絕對」投票制。基於基數效用的基數制與基於序數效用的序數制，是除多數制外，現代投票制度的兩大類別。

## 变種

alt = A theoretical ballot with the instructions "Vote for any number of options." Two choices are marked, three are not. There is no difference between the markings.

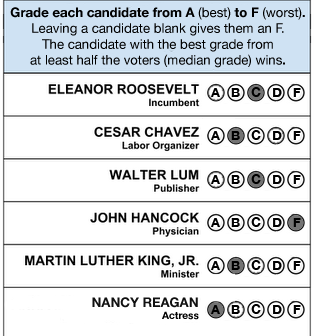
alt = A scan of a real ballot that was already marked, with instructions to mark each candidate from A to F, where A is best. Spaces left blank are considered as F. The options from top to bottom are Eleanor Roosevelt, graded C, Cesar Chavez, graded B, Walter Lum, graded C, John Hancock, graded F, Martin Luther King Jr, graded B, and Nancy Reagan, graded A.

多種投票制度允許選民分別評估每位候選人，如：
- 贊成投票（英語：approval rating，AV），最簡單的制度，祇允許 2 個等級（0、1）：「贊成」與「不贊成」。[7]
- 評估投票（英語：evaluated rating，EV）或混合贊成投票（英语：combined approval voting）（CAV），採用 3 個等級（−1、0、+1）：「反對」、「棄權」與「支持」。[7][8][9]
- 計分投票或範圍投票，以數字評分，擁有最高的平均或總和[10][11]評分的候選人獲勝。
  - 計分投票採用離散的整數尺度，通常爲 0–5 或 0–9。[12][13]
  - 範圍投票採用 0–1 連續的尺度。[7][12][14][15]
- 最高中位數規則（英语：Highest median voting rules），選舉具有最高中位數評級的候選人。[16]不同的最高中位數規則，以不同的方法打破平局。多數判斷（英语：majority judgment）的等級以詞語表述，如「優秀」至「差」。多數判斷是最高中位數規則最常見的例子，因爲它在此類規則中最早被研究，但此後也有其他規則被提出，如典型判斷與常規判斷（英语：Usual judgment）。[17]
- STAR投票（英语：STAR voting），評分爲 0–5。總分最高的兩名候選人，在多數投票中評分更高的一位獲勝。[18][19][20]
- 多數贊成投票，巴克林投票計分的變體，通常使用字母等級，如「A」至「F」。[21]
- 3-2-1 投票，投票者評價每位候選人爲「好」、「尚可」或「壞」。投票結果以三個自動淘汰步驟計算：第一步選擇「好」評分最多的三位候選人。第二步選擇「壞」最少的兩位。最後一步，大多數人喜歡的一位獲勝。[22][23]

此外，數個基數制具有多勝者選舉的變體，通常是爲了達到比例代表，如：
- 比例贊成投票（英语：Proportional approval voting）
- 順序比例贊成投票（英语：Sequential proportional approval voting）
- 滿意贊成投票（英语：Satisfaction approval voting）
- 重新加權範圍投票[24]